# رينيه آبادي
رينيه آبادي (بالفرنسية: René Abadie)‏ ولد بتاريخ 13 أغسطس 1935 في فرنسا، وتوفي في 11 يوليو 1996 في بايون، كان دراج فرنسي. سبق أن شارك في دورة الألعاب الأولمبية الصيفية.

## روابط خارجية
- رينيه آبادي على موقع أرشيف الدراجات (الإنجليزية)
- رينيه آبادي على موقع إحصائيات الدراجات الإحترافية (الإنجليزية)
- رينيه آبادي على موقع أوليمبيديا (الإنجليزية)